# BRDC International Trophy 1968
BRDC International Trophy 1968 je bila druga neprvenstvena dirka Formule 1 v sezoni 1968. Odvijala se je 25. aprila 1968 na dirkališču Silverstone Circuit.

## Dirka
| Poz | Dirkač          | Konstruktor    | Krogi | Čas/Odstop        |
| --- | --------------- | -------------- | ----- | ----------------- |
| 1   | Denny Hulme     | McLaren-Ford   | 52    | 1:14:44.8         |
| 2   | Bruce McLaren   | McLaren-Ford   | 52    | + 10.9 s          |
| 3   | Chris Amon      | Ferrari        | 52    |                   |
| 4   | Jacky Ickx      | Ferrari        | 52    |                   |
| 5   | Piers Courage   | BRM            | 51    | + 1 krog          |
| 6   | David Hobbs     | BRM            | 50    | + 2 kroga         |
| 7   | Silvio Moser    | Brabham-Repco  | 49    | + 3 krogi         |
| Ods | Mike Spence     | BRM            | 40    | Okvara            |
| Ods | Pedro Rodríguez | BRM            | 36    | Pritisk goriva    |
| Ods | Jo Siffert      | Lotus-Ford     | 26    | Sklopka           |
| Ods | Frank Gardner   | Cooper-BRM     | 23    | Motor             |
| Ods | Tony Lanfranchi | Brabham-Climax | 20    | Puščanje olja     |
| Ods | Graham Hill     | Lotus-Ford     | 12    | Črpalka za gorivo |
| Ods | Jo Bonnier      | McLaren-BRM    | 4     | Okvara            |